# Minerva McGuinness
Minerva "Mini" McGuinness est un personnage fictif de la série télévisée britannique Skins interprété par Freya Mavor. Elle apparaît pour la première fois dans la saison 5, ainsi que le reste de la troisième génération.
Séduisante blonde, elle est très superficielle et satisfaite d'elle-même (fière notamment de sortir avec l'un des garçons les plus populaires de la ville). Elle est très amoureuse de Nick qu'elle trouve parfait et continue de sortir avec lui, même après qu'il l'a trompée avec Liv. Elle a notamment un collage de photos de Nick accroché au mur de sa chambre. 
Elle a des problèmes avec sa mère qui lui emprunte ses vêtements et qu'elle rencontre lors de ses soirées. Son père est absent et elle voit très peu, ce qui la fait souffrir. Elle semble légèrement obsédée par sa ligne. En effet, dans l'épisode 3 de la saison 5, qui lui est consacré, on voit qu'elle ne mange presque rien, notamment au petit déjeuner où elle pèse tout ce qu'elle mange et fait énormément de sport, si bien qu'il lui arrive de s'évanouir au lycée. Elle est également très sensible. 
Au début de la saison 6, elle entame une relation secrète, d'abord purement sexuelle, avec Alo. Mais celui-ci tombe progressivement amoureux d'elle et le lui avoue, ce qui la fait paniquer. Elle apprend dans l'épisode 5 qu'elle est enceinte de lui et décide de garder le bébé, sans oser en parler à Alo. Elle se rend compte, petit à petit, de ses sentiments pour lui. Dans l'épisode 9, Alo apprend qu'elle est enceinte et lui en veut de ne pas l'avoir mis au courant, avant d'accepter l'idée d'être père.